# 張德江視察香港

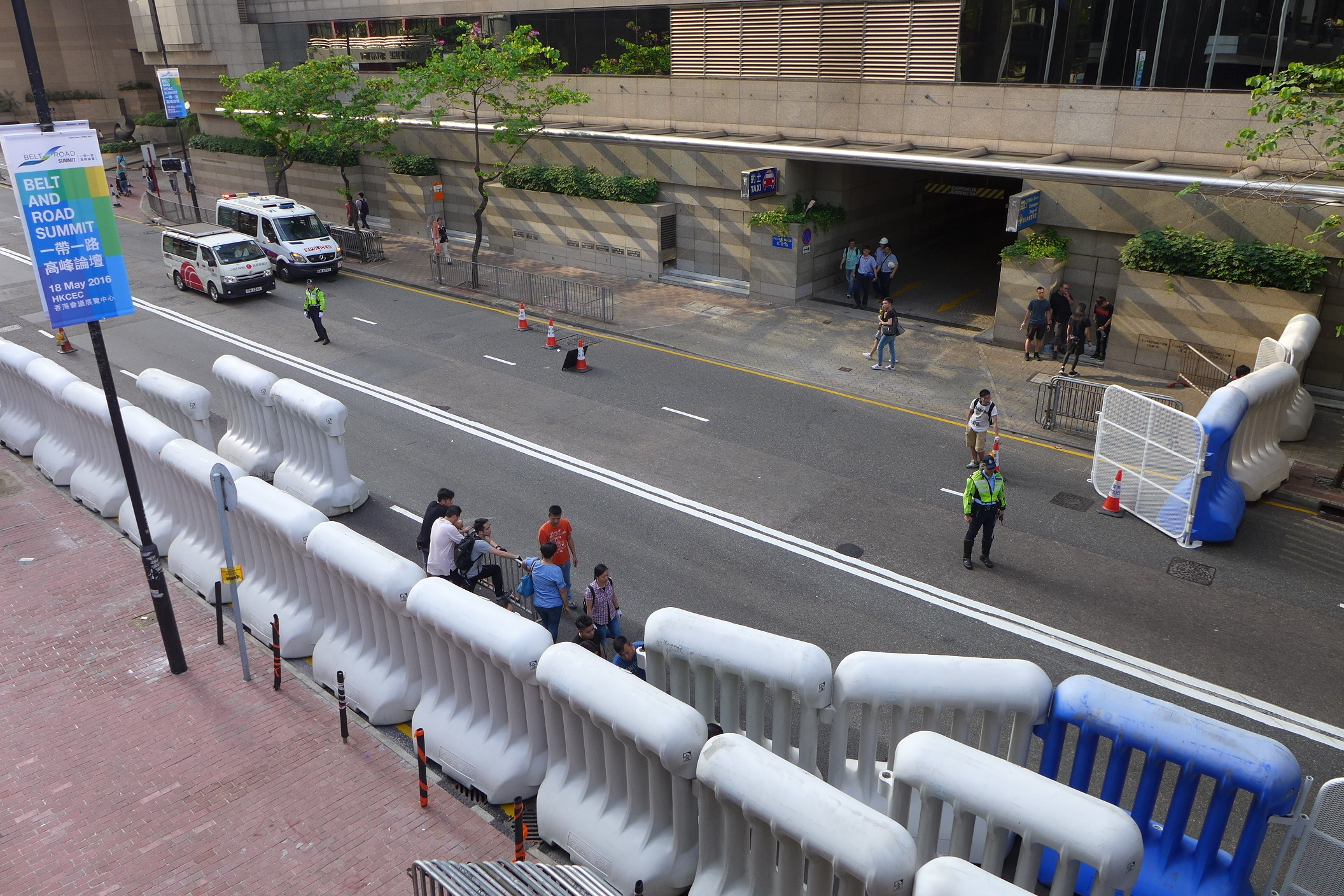
張德江訪港期間，香港政府以達到反恐級別保安規格嚴陣以待，灣仔港灣道設保安區，擺放大量鐵馬，水馬等保安設施，並且有大批警察戒備

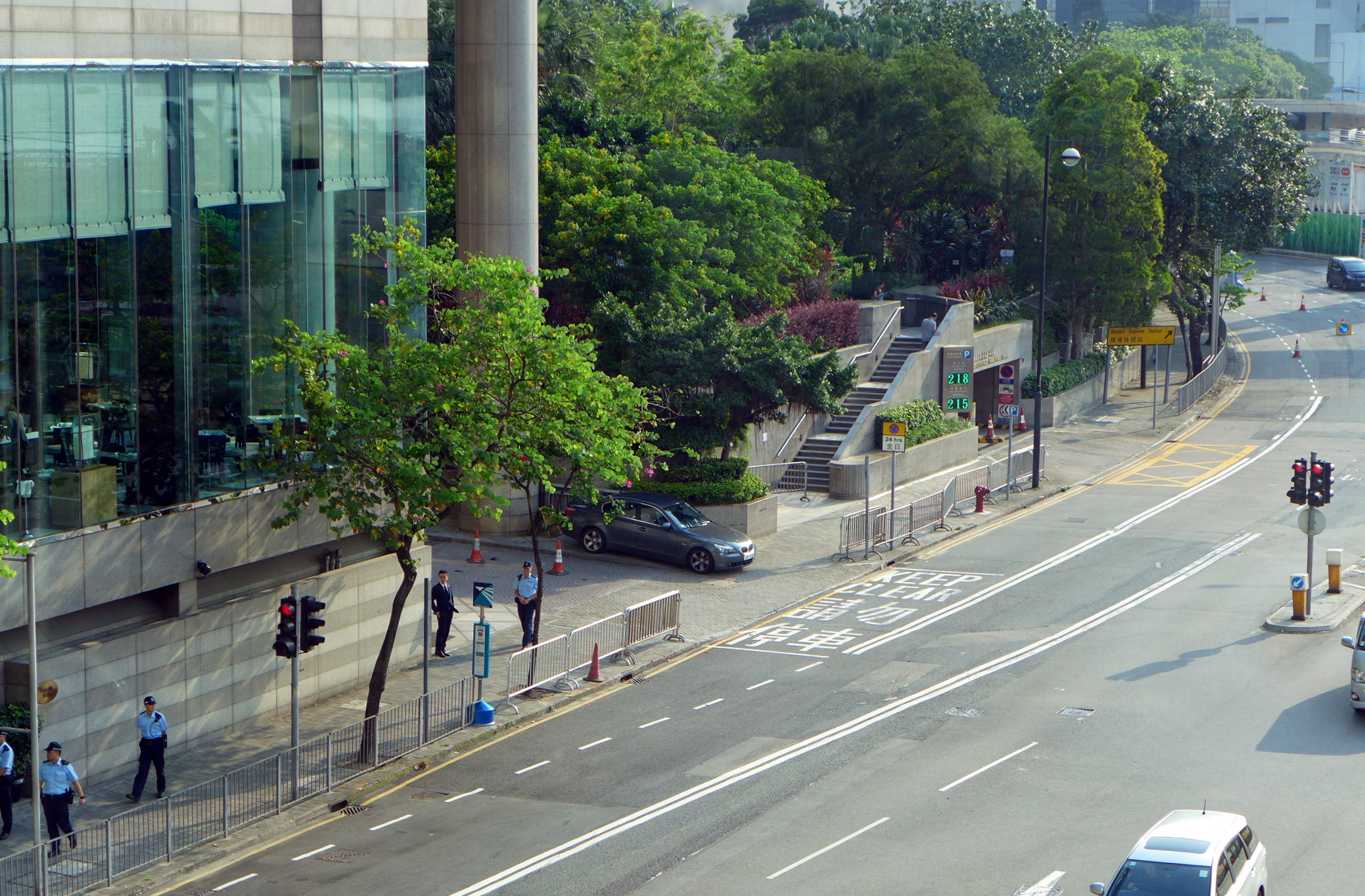
灣仔君悅酒店外嚴密佈防，有警察及保安戒備，禁止其他人士內進

張德江视察香港是指主管港澳事務的中共中央政治局常委、全國人大常委會委員長張德江在2016年视察香港。自本次起，中华人民共和国国家领导人在香港正式行程的称呼由“访问”改为“视察”。
張德江應香港行政長官梁振英的邀請，在2016年5月17日至19日期間视察香港，并出席特區政府主辦的「一帶一路」高峰論壇。這是繼2012年胡錦濤訪港後，再有國家領導人到訪／视察香港。張德江以3個字「看、聽、講」概括此行目的和活動內容，並相信會取得一定成果。
唯鑒於香港近年示威手法日趨激進，香港政府嚴陣以待，派出6000名警察戒備，保安規格達到反恐級別，但同時也引來爭議。

## 行程

### 5月17日
張德江中午乘專機飛抵本港，在機場停機坪發表簡短講話，以3個字「看、聽、講」概括此行目的和活動內容。特首梁振英率領一眾問責團隊官員到機場迎接。下午到政府總部聽取特區政府工作匯報和與官員合照。包括在發展局局長陳茂波陪同下視察發展局辦公室，介紹整體土地供應情況以至大嶼山發展藍圖，並首次曝光「大嶼山發展藍圖」模型。

### 5月18日
張德江早上於會展出席「一帶一路」高峰論壇，半小時發言時提及「一帶一路」達50次，當中提到「支持香港」則有15次，同時讚賞香港本土文化。
下午逗留2小時參觀大埔香港科學園，了解香港創新及科技的工作。包括有5位本地創科初創企業創辦人，向張德江介紹及示範產品。張德江黃昏6時半抵達會展，會見行會非官守議員及10名立法會議員，包括4名泛民議員，並出席特區政府歡迎晚宴。泛民表明要求撤換特首，但張德江表示滿意梁振英表現。
張德江在半小時晚宴講話中，以「勿忘初心」、「保持耐心」及「堅定信心」總結中央對「一國兩制」的看法，但同時指出現時「有極少數人」排斥一國，抗拒中央，「甚至公然打出港獨的旗號，這不是本土問題，而是以本土之名行分離之實」，並希望特區政府和司法機關嚴明執法，「絕不能姑息縱容違法行為」。

### 5月19日
早上與中資機構、左派社團等300名各界人士見面，包括前政務司司長陳方安生，香港大學校長馬斐森，政協常委何柱國，自由黨榮譽主席劉健儀，港區人大代表李少光及工聯會吳秋北等人，並拍攝大合照。其後10時15分到位於將軍澳的香港聖公會將軍澳安老服務大樓探訪長者，並送贈一部老人康復跑步機和一張電動按摩椅予中心。而對面欣明苑掛上「我要真普選」直幡逗留約半小時後，接着於11時視察尚未入伙，位於安達臣道的安達邨公屋地盤。附近一帶亦實施嚴密保安措施，有警員駐守，上空亦有直升機盤旋，並禁止記者及其他人士逗留拍攝。
張德江於中午結束訪港行程，乘坐專機返回北京，未有發表講話和回應記者提問。

## 民間行動
多個非政府組織趁張德江來港，紛紛於張氏及其車隊到訪及途經的地點表達訴求。

### 灣仔
人大委員長張德江車隊駛往灣仔君悅酒店之際，香港眾志成員兵分三路嘗試突圍。主席羅冠聰夥兩名成員，在灣景國際酒店手持寫上「不要一帶一路」、「我要真普選」、「命運自主」的A4紙衝出，旋即被10多名警察撲倒在地，羅眼鏡飛脫，手肘擦傷。羅批評示威區遠得離譜，根本無法令張看到示威，形容是「張德江，唔見得光」。示威是為了撕破警方堆砌的路障，亦要示要向全世界宣揚香港仍有好多人爭取民主中，不滿被中國共產黨統治。

### 小蠔灣
社民連於小蠔灣順朗路高架橋地盤掛上「結束中共專政」巨幡，由於張德江登車時坐在後座右邊，而巨幡又在車隊的右邊，成功與車隊「相遇」，但未知張德江有否在車內看到社民連訴求。。

### 馬游塘
2016年5月19日早上7時許，有人發現馬游塘村對開護土牆被掛上一幅黃底黑字，約7呎乘4呎，寫上「力撐真普選」橫額。然而，警方迅速趕至，約10分鐘後將橫額拆去。同時，警方於寶琳北路50米遠設置路障，封鎖兩條往九龍行車線。

### 茶果嶺
香港眾志一行五人趁張德江車隊到達前，埋伏山坡，於車隊駛經東區海底隧道位於茶果嶺的出口時，手持印上「自決」的示威物品。但其後被警員阻截。護送張德江的警員即把5人按在路旁，10多名警員增援排成人牆分隔，讓張德江的車隊離開，整個過程歷時約10分鐘。警方其後拘捕示威者，指他們涉嫌公眾地方行為不檢，破壞社會安寧及阻差辦公被捕。。

### 將軍澳
將軍澳區內疑有居民為了表達心中不滿，今早在寶琳北路近康盛花園的路邊欄杆，掛出充滿諷刺味道的「將軍澳居民喜迎張德江同志阻塞主要幹道」標語，不過迅即被警方拆走。
在張德江探訪的老人院旁邊的屋苑，亦有居民於窗外展示「我要真普選」直幡。

### 秀茂坪
社民連於秀茂坪安達臣道山坡掛上黃底藍字「我要真普選」橫額，橫額約於中午12時懸掛，2名警務人員和3名地盤工人於下午3時半拆走橫額。其後，社民連主席吳文遠在facebook發帖指是社民連義工走上安達邨迴旋處對上石礦場懸崖掛橫額。

## 爭議

5月18日下午，當張德江車隊由馬料水沿科學園道逆線行駛往大埔方向時，被市民拍到逆線行駛，不少網民形容做法不能接受

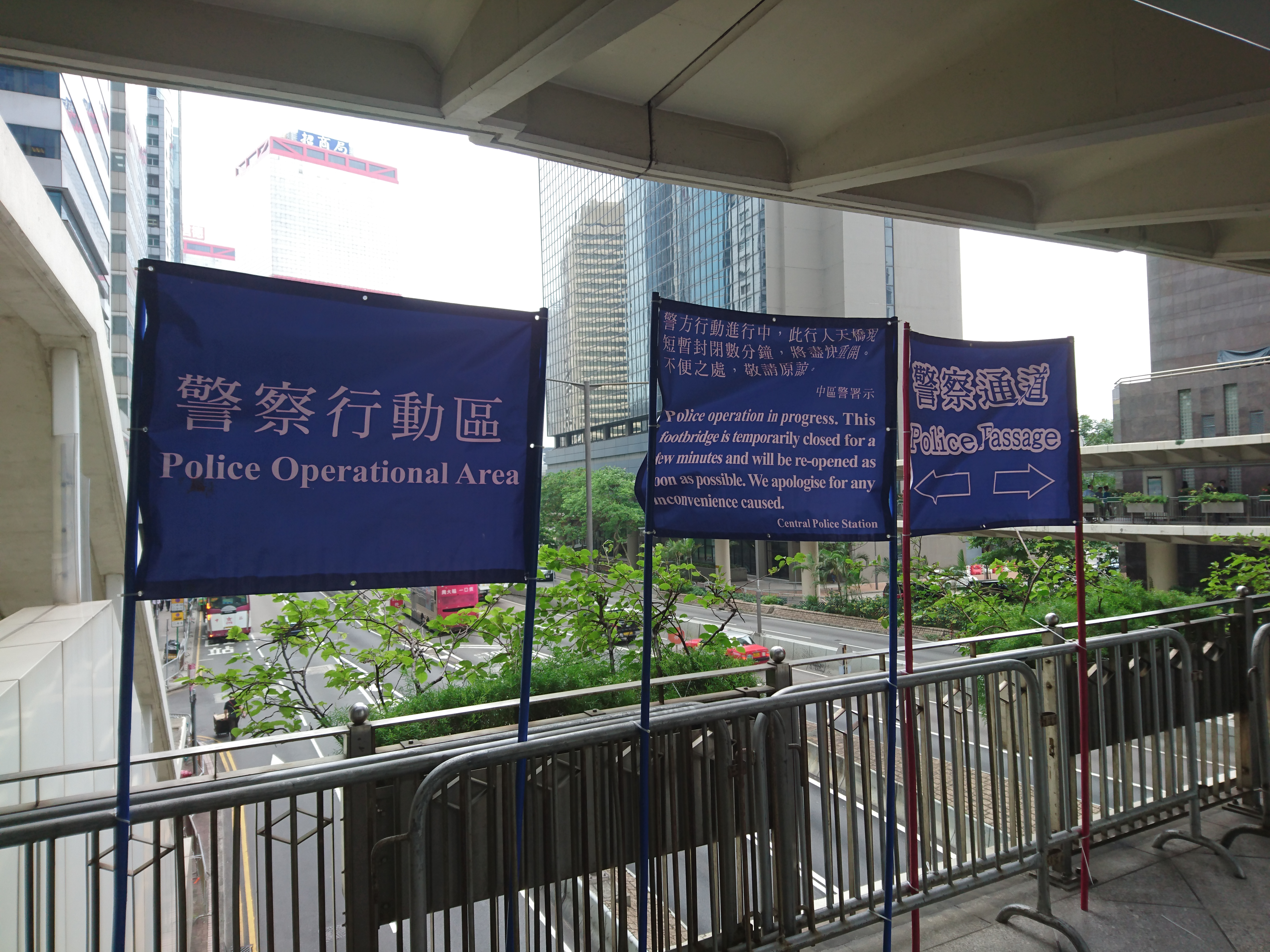
警方在張德江車隊經過道路上方的行人天橋上設立行動區，以備車隊經過時暫時封閉行人天橋

### 港九多處封路 多處交通擠塞
為避免有大批示威人士到場抗議，出現尷尬場面。張德江所經之處，均被大批警察戒備。其中灣仔及君悅酒店設保安區，附近有多處地方擺放大量鐵馬、水馬等保安設施。通往入境事務大樓、中環廣場等處的多道行人天橋，均有大量警員站崗，每隔數步便有一名警員，同時貼出告示禁止行人逗留。商舖抱怨封路措施令生意受影響。當張德江車隊經過時，警方臨時封閉通道，令附近上班的市民要排隊輪候，引起不少市民怒轟。
而張德江所到之處亦需作封路安排，引致交通擠塞。
而灣仔君悅酒店亦嚴密佈防，不准預約入住，亦禁止其他人士內進。酒店大堂設置全身X光機，每隔數十米就有保安駐守，有記者拍照隨即被阻止。

### 地盤停工4日 損失由政府埋單
為配合警方要求，港鐵位於會展一帶的沙中綫地盤要停工4日，加上中環灣仔繞道在金鐘至灣仔的地盤也被下令停工，估計工程損失達數百萬元，港鐵主席馬時亨指停工而造成的損失要由政府埋單。

### 警察嚴密佈防 派員到獅子山頂紮營
為防止2014年佔領中環運動期間有人掛上「我要真普選」直幡的獅子山頂事件再發生，警員在獅子山紮營駐守。不過社民連於5月17日於畢架山山腰位置，成功掛上一幅黃色、寫有「LSD我要真普選」的巨型直幡。到9時消防收到通知拆除直幡。

### 張德江車隊逆線行車
5月18日下午，當張德江車隊經過香港科學園時，被市民拍到逆線行駛，網民感到極為不滿，批評張德江公然犯法、特事特辦，漠視香港法律。警方回覆傳媒表示，為確保國家領導人在訪港期間的人身安全，並提供適當的保護，因而作出臨時交通改道或短暫的行人通道人流管制。
到5月19日車隊經過將軍澳時，再次被市民拍到逆線行車。

### 無採訪安排 傳媒須接受嚴格安檢
而張德江訪港期間，警方採取較以往更嚴厲措施，3日行程中其間雖出席多場活動，但只有抵港、離港以及出席「一帶一路高峰論壇」三個場合安排傳媒採訪。警方更一度禁止傳媒在保安區採訪，其後才放寬限制。而傳媒採訪事先須接受詳細安檢。在張德江飛抵本港當日，抽起多名記者的雨傘作保管，並禁止攜帶至停機坪，而黃色元素的物件亦保安制止攜帶。而「一帶一路高峰論壇」期間，記者在場內不可自由活動及採訪。
香港記者協會主席岑倚蘭批評是警方首次限制記者不能自由採訪，批評以保安為由把嚴苛的採訪安排合理化。